# Canton d'Auneuil
Le canton d'Auneuil est une ancienne division administrative française située dans le département de l'Oise et la région Picardie.

## Géographie
Ce canton a été organisé autour d'Auneuil dans l'arrondissement de Beauvais. Son altitude varie de 71 m (Rainvillers) à 236 m (Auneuil) pour une altitude moyenne de 154 m.

## Histoire
De 1833 à 1848, les cantons d'Auneuil et du Coudray avaient le même conseiller général. Le nombre de conseillers généraux était limité à 30 par département.

## Représentation

### Conseillers d'arrondissement (de 1833 à 1940)
| Période                                  | Période      | Identité                                                   | Étiquette | Qualité |
| ---------------------------------------- | ------------ | ---------------------------------------------------------- | --------- | --- |
| 1833                                     | 1848         | Pierre Nicolas Delaon                                      |           | Notaire, chef de bataillon de la Garde nationale, conseiller municipal d'Auneuil                                      |
|                                          |              |                                                            |           | |
| 1852                                     | 1858         | Pierre Antoine Sylvain Mazand                              |           | Juge de paix à Auneuil                                                                                                |
| 1858                                     | 1861 (décès) | Louis-Hippolyte Daniel-Leullier (1810-1861)                |           | Marchand de sel en gros, commissionnaire de roulage, propriétaire d'une usine à gaz, conseiller municipal de Beauvais |
| 1861                                     | 1871 (décès) | Joseph François Henry Véran, Marquis de Grasse (1799-1871) |           | Propriétaire au Mesnil-Théribus, maire de Daméraucourt                                                                |
| 1871                                     | 1877         | François Stanislas Boullenger                              |           | Fabricant de carreaux, maire d'Auneuil                                                                                |
| 1877                                     | 1883         | Louis Marie Baclé                                          |           | Propriétaire, maire d'Auteuil                                                                                         |
| 1883                                     | 1901         | M. Boullenger ainé                                         |           | Fabricant de carreaux à Auneuil                                                                                       |
| 1901                                     | 1904         | Eugène Bouteille                                           | Radical   | Pharmacien à Auneuil                                                                                                  |
| 1904                                     |              | Prosper Antoine Mercier                                    |           | Ancien agriculteur, maire de Berneuil-en-Bray                                                                         |
|                                          |              |                                                            |           | |
|                                          | 1937         | M. Desauty                                                 |           | Propriétaire à Auneuil, Président du Conseil d'arrondissement                                                         |
| 1937                                     | 1940         | Henri Réty                                                 | Radical   | Maire de Valdampierre                                                                                                 |
| 1940                                     |              |                                                            |           | Les conseils d'arrondissement ont été suspendus par la loi du 12 octobre 1940 et n'ont jamais été réactivés           |
| Les données manquantes sont à compléter. |              |                                                            |           | |

### Conseillers généraux de 1833 à 2015
| Période | Période          | Identité                                                          | Étiquette                           | Qualité |
| ------- | ---------------- | ----------------------------------------------------------------- | ----------------------------------- | --- |
| 1833    | 1846 (démission) | Claude Nicolas Didelot                                            | Centre                              | Propriétaire à Flavacourt Avocat,procureur du roi à Beauvais, conseiller à la cour d'appel de Paris député des Vosges (1844-1848) |
| 1847    | 1848             | Gaëtan René Télesphore de Coucquault Marquis d'Avelon (1806-1849) |                                     | Membre du conseil d'arrondissement de Beauvais Marquis de l'Avelon (hameau de Blacourt) Seigneur de Ville-en-Bray                 |
| 1848    | 1850 (démission) | Pierre Nicolas Delaon                                             |                                     | Notaire, suppléant du juge de paix d'Auneuil Maire d'Auneuil (1821-1830, 1834-1845), conseiller d'arrondissement                  |
| 1850    | 1852             | César Nicolas Dumont (1820-1877)                                  | Opposition                          | Meunier, propriétaire à Auneuil expulsé de France en 1852                                                                         |
| 1852    | 1864             | Marie Clément Gaillard de Saint Germain                           |                                     | Avocat, juge de paix Propriétaire, maire de Saint-Germain-la-PoterieMarie Clément Gaillard de Saint Germain                       |
| 1864    | 1865 (décès)     | Comte Archambauld de Combauld d'Auteuil                           |                                     | Propriétaire à Berneuil-en-Bray                                                                                                   |
| 1865    | 1870             | Comte Armand d'Auteuil (cousin du précédent)                      |                                     | Maire d'Auteuil (1865-1871) |
| 1870    | 1871             | Antoine Juste Léon Marie de Noailles duc de Mouchy (1841-1909)    |                                     | Propriétaire à Mouchy-le-Châtel Député au Corps législatif (1869) Député à l'Assemblée nationale (1874-1877)                      |
| 1871    | 1889             | Georges Lagrénée                                                  |                                     | Propriétaire, maire de Frocourt                                                                                                   |
| 1889    | 1904 (décès)     | Isidore Jean-Baptiste Pelletier                                   | Rad.                                | Notaire, maire d'Ons-en-Bray |
| 1904    | 1920 (décès)     | Eugène Bouteille                                                  | Rad.                                | Pharmacien, maire d'Auneuil, conseiller d'arrondissement                                                                          |
| 1920    | 1933 (décès)     | Marius Doffoy                                                     | Rad.                                | Industriel à Beauvais Maire d'Ons-en-Bray                                                                                         |
| 1933    | 1940             | Maurice Geudelin (gendre du précédent)                            | Rad.                                | Industriel Conseiller municipal de Beauvais                                                                                       |
|         |                  |                                                                   |                                     | |
| 1945    | 1970             | Gaston Colombier                                                  | Rad.ind. puis RPF puis UNR puis UDR | Vétérinaire, maire d'Auneuil |
| 1970    | 2001             | Jean Guludec                                                      | DVG puis PSD                        | directeur d'école honoraire Maire d'Auneuil                                                                                       |
| 2001    | 2015             | Bruno Oguez                                                       | DVD puis UMP                        | Médecin, adjoint au maire d'Auneuil                                                                                               |

## Résultats électoraux
Élections cantonales, résultats des deuxièmes tours :
- Élections cantonales de 2001 : 57,61 % pour Bruno Oguez (DVD), 42,39 % pour Laurent Lefevre (RPF)

- Élections cantonales de 2008 : 68,21 % pour Bruno Oguez (UMP), 31,79 % pour Jean-Eric Ménard (DVG)

## Composition

Carte du canton d'Auneuil

Le canton d'Auneuil a groupé 20 communes et a compté 14 223 habitants (recensement de 1999 sans doubles comptes).
| Communes                 | Population (2012) | Code postal | Code Insee |
| ------------------------ | ----------------- | ----------- | ---------- |
| Auneuil                  | 2 758             | 60390       | 60029      |
| Auteuil                  | 535               | 60390       | 60030      |
| Beaumont-les-Nonains     | 322               | 60390       | 60054      |
| Berneuil-en-Bray         | 756               | 60390       | 60063      |
| Frocourt                 | 514               | 60000       | 60264      |
| La Houssoye              | 589               | 60390       | 60319      |
| Jouy-sous-Thelle         | 817               | 60240       | 60327      |
| Le Mesnil-Théribus       | 678               | 60240       | 60401      |
| Le Mont-Saint-Adrien     | 626               | 60650       | 60428      |
| La Neuville-Garnier      | 254               | 60390       | 60455      |
| Ons-en-Bray              | 1 297             | 60650       | 60477      |
| Porcheux                 | 256               | 60390       | 60510      |
| Rainvillers              | 886               | 60155       | 60523      |
| Saint-Germain-la-Poterie | 402               | 60650       | 60576      |
| Saint-Léger-en-Bray      | 337               | 60155       | 60583      |
| Saint-Paul               | 1 423             | 60650       | 60591      |
| Troussures               | 153               | 60390       | 60649      |
| Valdampierre             | 880               | 60790       | 60652      |
| Villers-Saint-Barthélemy | 485               | 60650       | 60681      |
| Villotran                | 255               | 60390       | 60694      |

## Démographie
| 1962  | 1968  | 1975  | 1982   | 1990   | 1999   | 2009 |
| ----- | ----- | ----- | ------ | ------ | ------ | ---- |
| 6 269 | 8 015 | 8 857 | 10 859 | 13 075 | 14 199 | -    |